# Konguta
Konguta è un comune rurale dell'Estonia meridionale, nella contea di Tartumaa. Il centro amministrativo è l'omonima località (in estone küla).

## Località
Oltre al capoluogo, il comune comprende altre 15 località (in estone küla):
Annikoru - Kapsta - Karijärve - Kobilu - Külaaseme - Kurelaane - Lembevere - Mäeotsa - Majala - Mälgi - Metsalaane - Poole - Pööritsa - Vahessaare - Vellavere